# Adrian Dinu Rachieru
Adrian Dinu Rachieru (n. 15 septembrie 1949, Soloneț, România) este un profesor universitar român, critic literar, eseist și prozator. Membru în Uniunea Scriitorilor din România.

## Viața și opera
Este fiul învățătorilor Ioan Rachieru și Felicia Rachieru (n. Strilciuc). După absolvirea Liceului Ștefan cel Mare din Suceava, în 1967, urmează cursurile Facultății de Filosofie – secția Sociologie – de la Universitatea din București (1967 – 1971). Este doctor în sociologie al Universității din București cu teza Postmodernismul românesc și circulația elitelor în context postdecembrist (1999). Funcționează ca sociolog la diferite întreprinderi din Timișoara, între anii 1971 și 1985, cercetător științific (la Centrul de Igienă și Sănătate Publică din orașul de pe Bega, între anii 1985 și 1993), inspector-șef la Cultură, în județul Timiș (1993 – 1994), consilier al Editurii Augusta, redactor la revistele Rostirea românească (2000 – 2006), Oglinda literară etc., conferențiar, apoi profesor, la Universitatea Tibiscus. A fost decanul Facultății de Jurnalism, Comunicare și Limbi Moderne până în toamna anului 2012, când a fost numit prorector al Universității Tibiscus din Timișoara. A debutat publicistic în revista Viitorul social (1973) și editorial cu volumul de eseuri Orizontul lecturii (1983).

### Volume
- Vocația sintezei. Eseuri asupra spiritualității românești (Timișoara, Editura Facla, 1985);
- Pe urmele lui Liviu Rebreanu (București, 1986);
- Cele două Românii? (Timișoara, 1993);
- Scriitorul și umbra. Eseu despre proza lui Sorin Titel (Timișoara, 1995);
- Marin Preda. Omul utopic (București, 1996);
- Liviu Rebreanu. Utopia erotică (Timișoara, 1997);
- Elitism și postmodernism (Chișinău, 1999);
- Bătălia pentru Basarabia (Timișoara, 2000);
- Alternativa Marino (Iași, 2002);
- Biblioteca din iarbă (publicistică, Timișoara, 2002);
- Vina (primul volum din trilogia romanescă, Legea conservării scaunului – Timișoara, 2002);
- Globalizare și cultură media (Iași, Institutul European, 2003);
- Frica (roman), Editura Eubeea, Timișoara, 2004;
- Nichita Stănescu — un idol fals? (Iași, Princeps Edit, 2006);
- McLumea și cultura publicitară (Editura Augusta – Artpress, 2008);
- Eminescu după Eminescu (Timișoara, Editura Augusta, 2009);
- Ion Creangă, spectacolul disimulării (Timișoara, Editura David Press Print, 2012);
- O întâlnire mirabilă: Eminescu – Creangă (București, Supliment al revistei Contemporanul. Ideea europeană nr. 11/2013);
- Literatură și ideologie (Timișoara, Editura Excelsior Art, 2013);
- Con-viețuirea cu Eminescu (Iași, Editura Junimea, 2013);
- 13 prozatori de ieri (Timișoara, Editura David Press Print, 2013);
- Generația orfelină (Mitografii lirice), Editura Ideea Europeană, București, 2014;
- Cercul doclinian (Editura Marineasa, Timișoara, 2015);
- Elemente de antropologie socială (Editura David Press Print, Timișoara, 2015);
- Romanul politic și pactul ficțional (Editura Junimea, Iași, 2015).

Marinela Panțiru, Sorin Precup, "Adrian Dinu Rachieru - 70. (70 de întrebări pentru A.D.R.)", Editura Artpress, Timișoara, 2020, 90 p.

## Distincții
- Premiul național pentru excelență în teorie, istorie și critică literară la Gala Premiilor Contemporanul (2019) [2].
- Premiul „Titu Maiorescu” pentru critică literară (2016)[3] [4]
- Premiul Uniunii Scriitorilor din Republica Moldova pentru volumul Ion Creangă – spectacolul disimulării (2012)
- Premiu pentru istorie literară (volumul Poeți din Basarabia), Filiala Bacău a Uniunii Scriitorilor (2011)
- Diplomă jubiliară „Bucovina literară -70”, Consiliul Județean Suceava
- Premiul Național Eminescu – Suceava/Putna (2010)
- Medalia Festivalul Internațional de poezie N. Labiș – Suceava, ediția a XL-a (2008)
- Medalia Cernăuți - 600
- Diploma de excelență, Consiliul Județean Suceava
- Premiul revistei LUMINA, Cercul HONORIS CAUSA (Novi Sad)
- Premiul pentru eseu – Salonul Internațional de Carte, Chișinău, pentru vol. Nichita-un idol fals?
- Premiul pentru critica poeziei, Tg. Jiu (pentru vol. Nichita-un idol fals?)
- Premiul Eminescu, Festivalul de poezie Drobeta Turnu Severin / Orșova
- Premiu pentru critică, Festivalul de Poezie „Nichita Stănescu” – Chișinău (2006)
- Ordinul Național „Pentru Merit” în gradul de Cavaler oferit de Președintele României, domnul Ion Iliescu, iunie (2002)[5]
- Premiul pentru critică (Offert par la Ville de REIMS, Franța), Revista Artă și Poezie (Revue internationale de culture française)
- Premiul „Relații Culturale”, Uniunea Scriitorilor din R. Moldova
- Diplomă de onoare, Societatea Română de Radiodifuziune
- Premiul cultural „Gh. Bulic”, S.L.A Uzdin (Iugoslavia) – pentru contribuția la promovarea și afirmarea valorilor românești
- Premiul pentru eseu, vol. Elitism și Postmodernism, acordat de Societatea Scriitorilor Bucovineni, mai, Suceava; Salonul de Carte (Iași, octombrie, 1999); SNC — Chișinău, (septembrie 2000)
- Diplomă specială (Casa de editură Sedona), (19 iulie 2000)
- Premiul pentru eseistică, Fundația Culturală a Bucovinei
- Distincție — Zilele culturale „Liviu Rebreanu”, Casa de Cultură Aiud
- Diplomă de merit — C.P.E., „Libertatea” — Panciova, (1999)
- Liviu Rebreanu —Utopia Erotică, premiul pentru eseu la Salonul Național de carte, 13-15 octombrie, Iași (1997)
- Premiul de Istorie literară din partea Societății Scriitorilor Bucovineni pentru volumul Poeți din Bucovina (1996)
- Premiul de critică literară „Mihai Eminescu” pentru volumul Scriitorul și umbra, Inspectoratul pentru cultură al jud. Suceava (1995)
- Premiul pentru Istorie și critică literară, oferit de Fundația Culturală a Bucovinei
- Diploma de onoare, Primăria comunei Maieru, jud. Bistrița-Năsăud
- Premiul pentru critică literară, oferit de Clubul ntelectualilor, Oravița, iunie.
- Diplomă de onoare, Inspectoratul pentru Cultură Caraș-Severin, Biblioteca „Paul Iorgovici” — Reșița (Centenarul Lecturii Publice) (18 noiembrie 1993)
- Medalia aniversară — „Rădăuți 600”
- Premiul pentru critică al revistei Luceafărul (1982)